# Freycinetia simulatrix
Freycinetia simulatrix är en enhjärtbladig växtart som beskrevs av Benjamin Clemens Masterman Stone. Freycinetia simulatrix ingår i släktet Freycinetia och familjen Pandanaceae. Inga underarter finns listade.